# Invasão eslava dos Bálcãs
A invasão eslava dos Bálcãs durou do século VI ao século VIII. Como resultado da invasão, todo o quadro étnico da península, que foi despovoado pela praga de Justiniano, mudou radicalmente. 
Tribos eslavas habitavam compactamente toda a península, até as ilhas do Mar Egeu e o Peloponeso. Até grupos compactos de eslavos se mudaram para a Anatólia e ficaram conhecidos como eslavos da Ásia Menor. 